# ودمارک
ودمارک (به آلمانی: Wedemark) یک منطقهٔ مسکونی در آلمان است که در هانوفر رگیون واقع شده‌است. ودمارک ۲۹٬۱۶۵ نفر جمعیت دارد.